# Diecezja Jilin
Diecezja Jilin (łac. Dioecesis Chilinensis, chiń. 天主教吉林教区) – rzymskokatolicka diecezja ze stolicą w Jilin w prowincji Jilin, w Chińskiej Republice Ludowej. Biskupstwo jest sufraganią archidiecezji Shenyang.

## Historia
10 maja 1898 papież Leon XIII brewe Quae catholico nomini erygował wikariat apostolski Północnej Mandżurii. Dotychczas wierni z tych terenów należeli do wikariatu apostolskiego Liaodongu i Mandżurii (obecnie archidiecezja Shenyang). 3 grudnia 1924 zmieniono nazwę na wikariat apostolski Jilin. 9 lipca 1928 stracił on część terytorium na rzecz nowo powstałej misji sui juris Qiqihar (obecnie prefektura apostolska Qiqihar).
W wyniku reorganizacji chińskich struktur kościelnych dokonanej przez papieża Piusa XII 11 kwietnia 1946 wikariat apostolski Jilin podniesiono do rangi diecezji.
Z 1949 pochodzą ostatnie pełne, oficjalne kościelne statystyki. Diecezja Jilin liczyła wtedy:
- 35 000 wiernych (0,4% społeczeństwa)
- 33 księży (wszyscy diecezjalni)
- 223 sióstr zakonnych.

Od zwycięstwa komunistów w chińskiej wojnie domowej w 1949 diecezja, podobnie jak cały prześladowany Kościół katolicki w Chinach, nie może normalnie działać. Patriotyczne Stowarzyszenie Katolików Chińskich połączyło diecezje Jilin, Siping i Yanji a stolicą ustanowiło Changchun. W latach 1959–1994 diecezją Jilin rządziło trzech biskupów wyświęconych bez zgody papieża. Kolejny biskup Damas Zhang Hanmin wybrany 17 listopada 1997 poczekał z przyjęciem sakry na zgodę św. Jana Pawła II, którą ten wyraził w 1999. Po jego śmierci w 2009 nie mianowano jeszcze żadnego ordynariusza.

## Ordynariusze

### Wikariusze apostolscy
obaj wikariusze apostolscy byli Francuzami
- Pierre-Marie-François Lalouyer MEP (1898 - 1923)
- Auguste-Ernest-Désiré-Marie Gaspais MEP (1923 - 1946)

### Biskupi
- Auguste-Ernest-Désiré-Marie Gaspais MEP (1946 - 1952)
- sede vacante (być może urząd sprawował biskup(i) Kościoła podziemnego) (1952 - 1999)
  - ks. Damas Zhang Hanmin (1995 - 1999) administrator diecezjalny[2]
- Damas Zhang Hanmin (1999 - 2009)
- sede vacante (2009 - nadal)
  - ks. Peter Li Zhixiang (2009 - nadal) administrator diecezjalny[3]

### Koadiutorzy
- Auguste-Ernest-Désiré-Marie Gaspais MEP (1920 - 1923)
- Charles-Joseph Lemaire MEP (1939 - 1945) zrezygnował wybrany superiorem generalnym Towarzystwa Misji Zagranicznych w Paryżu[4]

### Antybiskupi
Ordynariusze mianowani przez Patriotyczne Stowarzyszenie Katolików Chińskich nieposiadający mandatu papieskiego:
- Wang Weimin (1959 – 1981)
- Roch Liu Dianxi (1982 – 1985)
- John Li Xuesong (1985 – 1994).